# Juri Senft

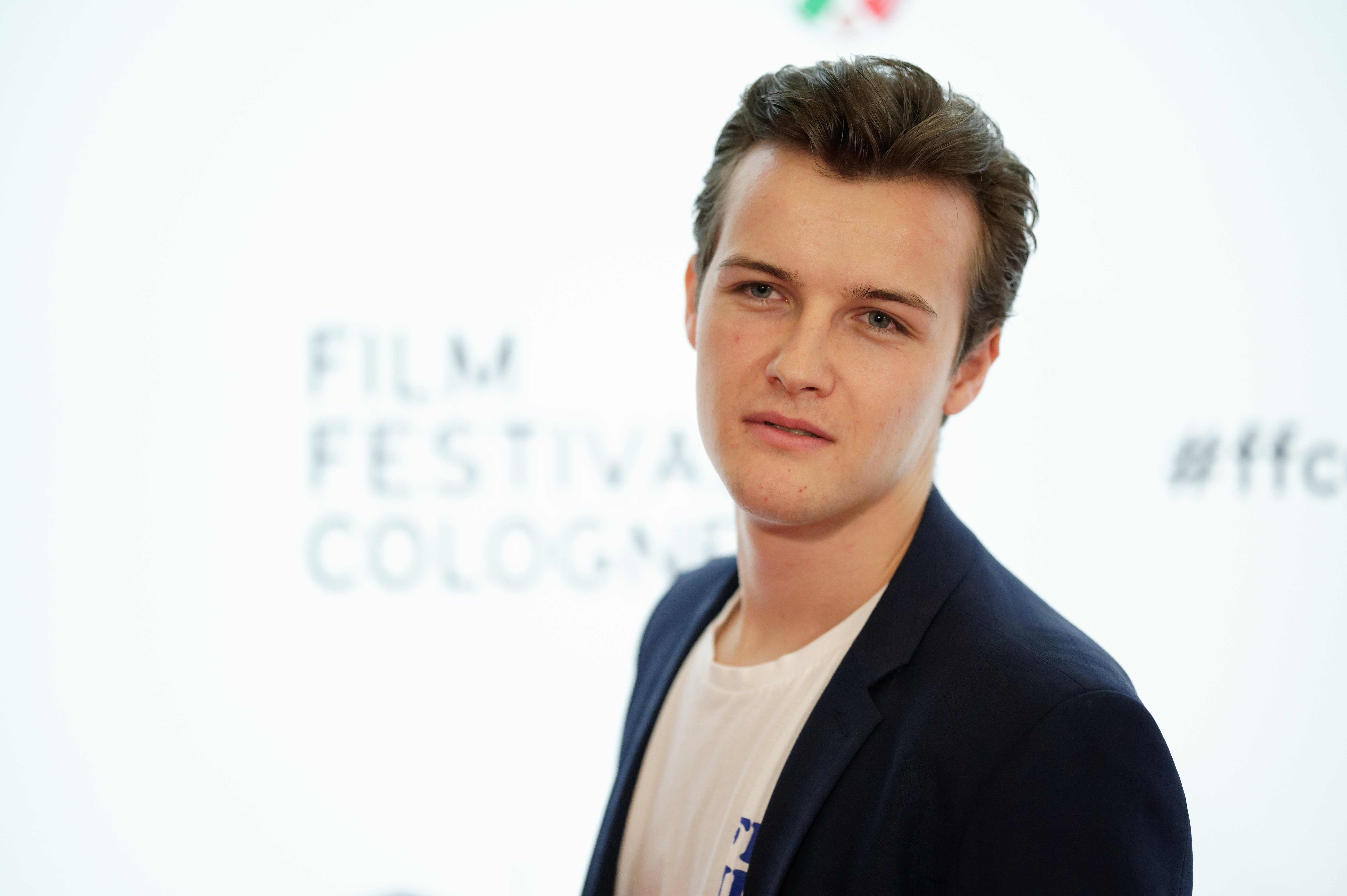
Juri Senft

Juri Senft (* 1993 in Herdecke) ist ein deutscher Schauspieler.

## Leben
Juri Senft erhielt als Jugendlicher Gesangs- und Klarinettenunterricht. 2013–2014 besuchte er die Schule für Filmschauspiel (Escuela superior de arte dramático) „Teatres Producciónes“ in Murcia. In Spanien wirkte er 2014/15 in Theaterproduktionen mit, trat bei Theaterfestivals auf und besuchte Workshops sowie Intensivschauspielkurse. Von 2014 bis 2017 absolvierte er sein Schauspielstudium an der Internationalen Akademie für Filmschauspiel (IAF) in Köln. 2016 und 2017 besuchte er weitere Acting Workshops mit Tonucha Vidal und Javier Luna (Murcia) und Stan Roth (Los Angeles).
Der Film Blake, in dem Senft mitspielte, wurde 2017 mit dem Deutschen Nachwuchsfilmpreis ausgezeichnet. Der Film Nachtschicht bekam 2020 beim Lichter Filmfest den Jury Award.
In der RTL-Serie Lifelines war er im Mai 2018  in einer Episodenhauptrolle an der Seite von Jan Hartmann zu sehen. In der Komödie Fischer sucht Frau, die im Herbst 2018 beim Filmfest Hamburg ihre Premiere hatte und im Oktober 2019 auf Das Erste erstausgestrahlt wurde, übernahm Senft eine Nebenrolle als Gedichte schreibender junger Fischer Lüthi, der auf der Suche nach einer Frau ist. In der 5. Staffel der TV-Serie In aller Freundschaft – Die jungen Ärzte (2019) übernahm Senft, an der Seite von Hanne Wolharn, eine der Episodenhauptrollen als junger Assistent einer erfolgreichen Geschäftsfrau, der sich große Sorgen um seine Chefin macht. In der RTL-Produktion Alarm für Cobra 11 – Die Autobahnpolizei verkörperte er, mit Dirk Martens und Gisa Zach als Partnern, einen jungen Geiselnehmer. In der ZDF-Serie SOKO München (2019) übernahm Senft eine der Episodenhauptrollen als tatverdächtiger junger Koch-Azubi Daniel Steeger. In der 11. Staffel der ZDF-Serie SOKO Stuttgart (2020) hatte Senft eine Episodenhauptrolle als tatverdächtiger Angestellter eines Bowlingcenters. In der 2. Staffel der Fernsehserie Falk (2020) übernahm Senft eine der Episodenhauptrollen als junger Student Moses Halberstadt, der auf der Suche nach seiner leiblichen Mutter ist und deshalb eine Exhumierung beantragen will. In der 8. Staffel der TV-Serie Morden im Norden (2022) war Senft in einer Episodenhauptrolle als Jurastudent und vermeintlicher „Retter“ einer überfallenen Medizinstudentin zu sehen. In der 1. Staffel der Anfang 2022 auf Das Erste neu platzierten Vorabendserie WaPo Duisburg übernahm Senft eine weitere Episodenhauptrolle als Hauptbelastungszeuge, der später als Täter überführt wird. In der 19. Staffel der ZDF-Serie SOKO Köln (2022) war er als tatverdächtiger Mitbewohner eines tot aufgefundenen Kurierdienstfahrers zu sehen.
Senft ist Mitglied im Bundesverband Schauspiel (BFFS). Er lebt in Köln.

## Filmografie (Auswahl)
- 2018: Fischer sucht Frau (Fernsehfilm)
- 2018: Lifelines: Wie du mir, so ich dir (Fernsehserie, eine Folge)
- 2019: In aller Freundschaft – Die jungen Ärzte: Herzenssache (Fernsehserie, eine Folge)
- 2019: Einstein: Extension (Fernsehserie, eine Folge)
- 2019: Alarm für Cobra 11 – Die Autobahnpolizei: Endstation (Fernsehserie, eine Folge)
- 2019: Wilsberg: Ins Gesicht geschrieben (Fernsehreihe)
- 2019: SOKO München: Tod eines Kochs (Fernsehserie, eine Folge)
- 2020: SOKO Stuttgart: Strike! (Fernsehserie, eine Folge)
- 2020: Enfant Terrible (Kinofilm)
- 2020: Falk: Der Mutterschaftstest (Fernsehserie, eine Folge)
- 2020: Heldt: Der falsche Heldt (Fernsehserie, eine Folge)
- 2020: Kuntergrau (Webserie, Folge #3.1)
- 2021: WaPo Bodensee: Helden (Fernsehserie, eine Folge)
- 2021: Sugarlove (Fernsehfilm)
- 2022: Morden im Norden: Retter in der Not (Fernsehserie, eine Folge)
- 2022: WaPo Duisburg: Helgas Albtraum (Fernsehserie, eine Folge)
- 2022: SOKO Köln: Zehn Minuten (Fernsehserie, eine Folge)
- 2023: De Stamhouder (niederländische Fernsehserie, sieben Folgen)
- 2023: Blood & Gold: (Kinofilm)
- 2023: Liebes Kind (Mini-Serie, Netflix)
- 2023: Tatort: Geisterfahrt (Fernsehreihe)
- 2024: Der Bozen-Krimi: Mein ist die Rache (Fernsehreihe)

## Theater
Teatro Romea Murcia (2014)
- 2014: La Orgía nach Enrique Buenaventura. Rolle: El Músico, Regie: Karen Matute[20][21]

Festival Decorrido (2014)
- 2014: Volverás nach Ana Carretero. Rolle: Emilio, Regie: Ana Carretero,

Teatres Producciónes (2014)
- 2014: Edmond nach David Mamet. Rolle: Edmond, Regie: Karen Matute

Internationale Akademie für Filmschauspiel (2015)
- 2015; The Dumb Waiter nach Harold Pinter. Rolle: Ben, Regie: Felix Meyer,

## Sprechertätigkeit
- 2020: Baggergeddon (Hörspiel)
- 2020: Heaven Line (Hörspiel)
- 2020: Fassade (Audiogame)
- 2021:  Once A Beauty (Hörspiel)
- 2021:  Caiman Club lll (Hörspiel)